# Action spécifique
L’action spécifique (ou en anglais « golden share ») est une forme particulière d'action de préférence, qui permet à celui qui la détient de conserver un droit de veto sur l'ensemble du capital d'une société dans certaines circonstances spécifiques. Elles sont souvent détenues par un État dans le cas d'une compagnie publique soumise au processus de privatisation et de transformation en société cotée. La golden share est limitée dans le temps.

## Historique
Le terme est apparu dans les années 1980 lorsque le gouvernement britannique conserva des golden shares dans les sociétés qu'il privatise. Elles sont utilisées par la suite dans d'autres états.

## Union européenne

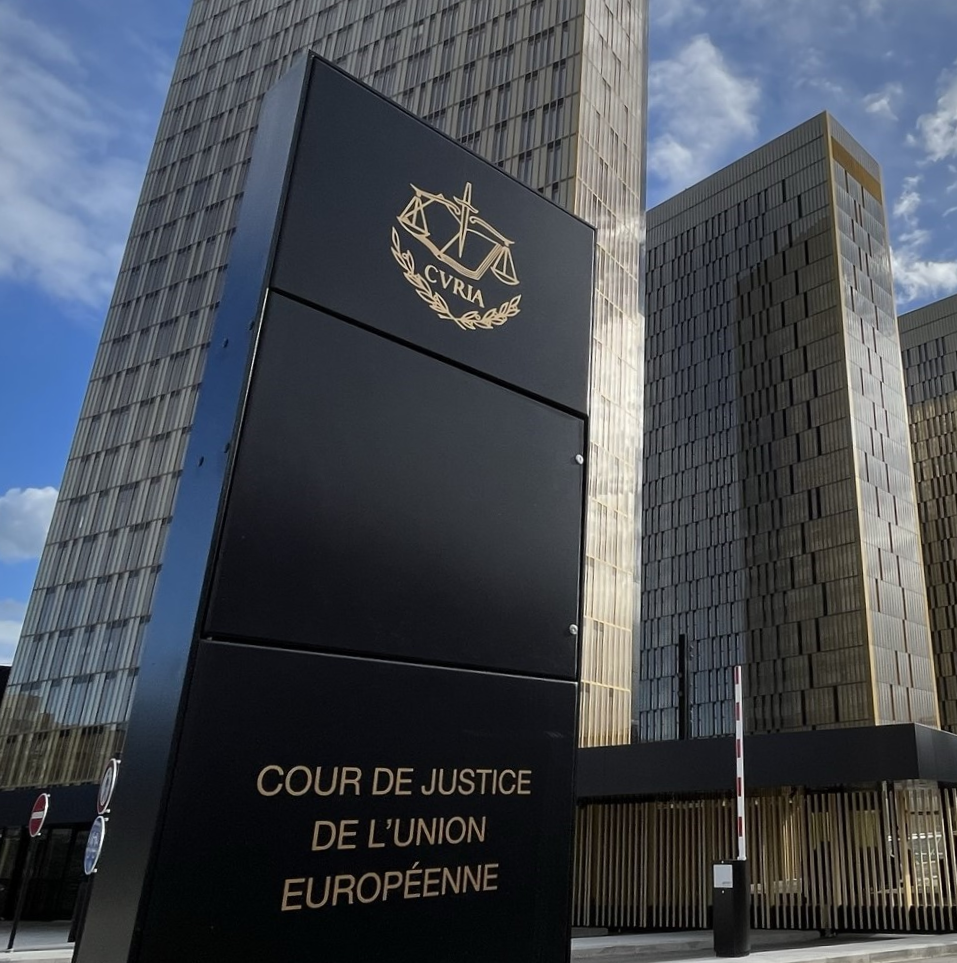
Panneau à l’entrée de la Cour de justice de l'Union européenne à Luxembourg.

La Cour de justice des Communautés européennes puis la Cour de justice de l'Union européenne (CJCE/CJUE) a remis en cause certaines actions spécifiques, le principe même n’est pas invalidé, mais les restrictions associées aux actions doivent être motivées par des raisons d’intérêt général et proportionnelles au but recherché, et ne doivent pas remettre en cause la liberté des mouvements de capitaux.
La Cour de justice a ainsi censuré : 
- en Allemagne : la loi Volkswagen[note 1],[2] ;
- au Royaume-Uni : pour British airports authority[3] ;
- au Portugal :
  - pour certaines entreprises du secteur bancaire, des assurances, de l'énergie et des transports[4],
  - pour Portugal Télécom[5],[6],
  - pour Energias de Portugal[7],
  - pour Galp[8] ;
- en France : pour Elf Aquitaine[4],[9],[10] ;
- en Espagne : pour Telefonica, Repsol YPF, Endesa, Banco Bilbao Vizcaya Argentaria et Tabacalera[11],[12] ;
- au Pays- Bas : pour KPN et TNT Post Group[13] ;
- en Italie : pour le secteurs de l’électricité et le gaz[14] ;
- en Grèce : pour les secteurs des télécommunications, de fourniture d’électricité, l’eau et la gestion des ports[15].

Toutefois la Cour a validé :
- en Allemagne : le reliquat de la loi Volkswagen[16] ;
- au Pays- Bas : les dispositions concernant les réseaux de distribution et d’électricité[17] ;
- en Belgique : pour la Société nationale de transport par canalisations et pour Distrigaz[4],[18].

### Action spécifique en France

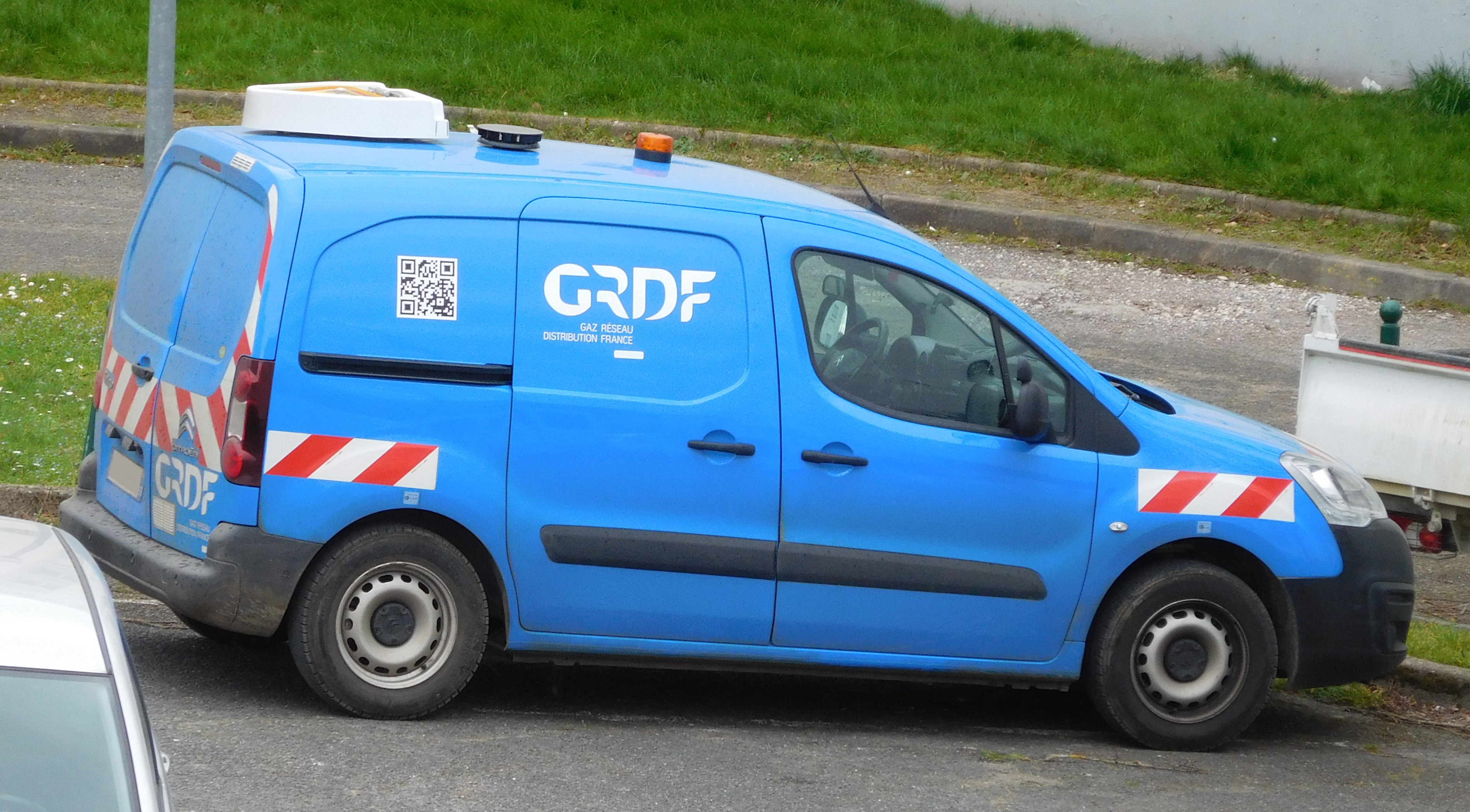
Véhicule de GRDF, filiale d’Engie.

L’action spécifique est créée par la loi du 6 août 1986 relative aux modalités des privatisations,.
Les droits pouvant être attachés à une action spécifique figurent désormais dans l’ordonnance du 20 août 2014 relative à la gouvernance et aux opérations sur le capital des sociétés à participation publique, modifiée par la loi du 6 août 2015 pour la croissance, l'activité et l'égalité des chances économiques, dite « loi Macron » et la  loi du 22 mai 2019 relative à la croissance et la transformation des entreprises, dite « loi PACTE ». Ce sont :
- la soumission à un agrément préalable du ministre chargé de l'économie de tout franchissement de seuil de participations par une société cotée ;
- la nomination d’un représentant de l’État sans voix délibérative au conseil d’administration, au conseil de surveillance ou au sein de l’organe délibérant ;
- le pouvoir de s'opposer à des cessions d’actifs, à des décisions ayant pour conséquence d’affecter des actifs à titre de garantie ou de modifier les conditions d’exploitation de certains types d'actifs de la société ou de ses filiales[20].

Selon le groupe de réflexion libéral IFRAP, « l’action spécifique représente un outil puissant qui pourrait efficacement remplacer la présence massive de la puissance publique au capital d’entreprises stratégiques ».
L’État détient des actions spécifiques dans :
- Elf Aquitaine de 1993[22],[23] à 2002[24] (date de l’arrêt CJCE) ;
- Thomson-CSF depuis sa privatisation en 1997[25], aujourd’hui Thales ;
- Aérospatiale de 1999[26] (date de sa privatisation) à 2000[27] (date de la création d’EADS) ;
- Gaz de France depuis sa privatisation en 2007[28],[29], aujourd’hui partie d’Engie ;
- SNPE Matériaux Energétiques depuis 2011[30], aujourd’hui partie d’ArianeGroup ;
- Nexter Systems depuis 2015 (date de la création de KNDS)[31], aujourd’hui KNDS France ;
- Eramet depuis 2022[32] ;
- Aubert & Duval depuis sa vente à une holding détenue par un consortium composé de Safran, Airbus SE et Tikehau Ace Capital en 2022[33].

En 2024, la commission d'enquête parlementaire sur les moyens mobilisés et mobilisables par l’État pour assurer la prise en compte et le respect par le groupe TotalEnergies des obligations climatiques et des orientations de la politique étrangère de la France recommande de prévoir la détention par l’État d’une action spécifique au capital de ce groupe.

## BRIC

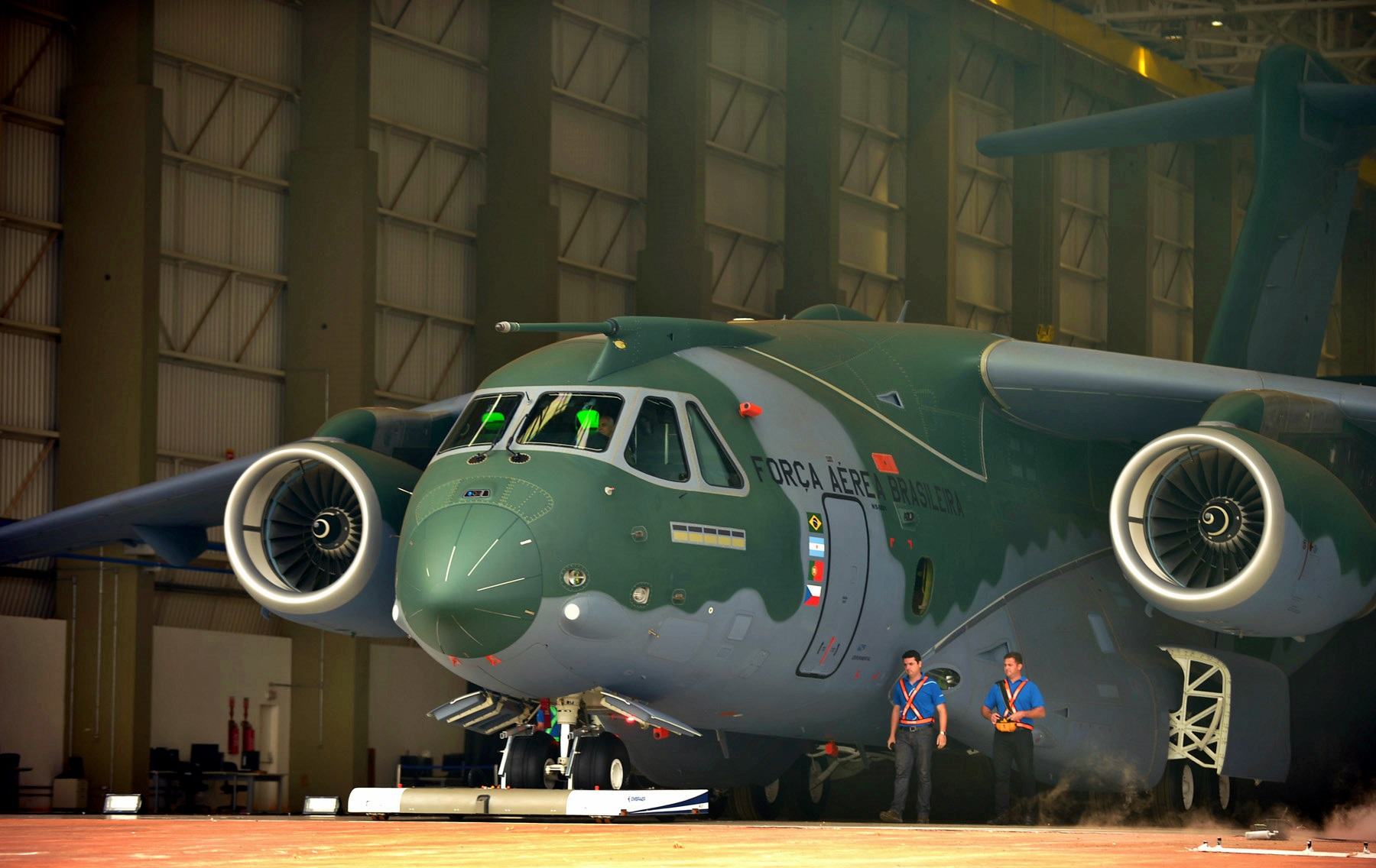
Avion de transport militaire Embraer KC-390.

Les actions spécifiques existent en Russie à travers une loi à l'initiative du Kremlin, le 16 novembre 1992.
La Chine a des actions spécifiques, notamment pour ByteDance, l’exploitant de TikTok.
Le Gouvernement fédéral du Brésil a des actions spécifiques dans ;
- Eletrobras[37] ;
- Embraer[38] ;
- Vale[39] ;
- Companhia Paranaense de Energia ;
- Instituto de Resseguros do Brasil (en).